# Galatasaray SK (koszykówka kobiet)
Galatasaray Medical Park; turecki klub koszykarski kobiet, powstały w 1986 z siedzibą w Stambule. Drużyna występuje w rozgrywkach Euroligi oraz Türkiye 1. Kadınlar Basketbol Ligi (Tureckiej Ligi Koszykówki Kobiet).

## Sukcesy
- Mistrzostwa Turcji:
  -  (11x) 1987-1988, 1989-1990, 1990-1991, 1991-1992, 1992-1993, 1993-1994, 1994-1995, 1995-1996, 1996-1997, 1997-1998, 1999-200
  -  (4x) 2007-2008, 2009-2010, 2010-2011, 2011-2012

- Puchar Turcji
  -  (9x) 1992-1993, 1993-1994, 1994-1995, 1995-1996, 1996-1997, 1997-1998, 2009-2010, 2010-2011, 2011-2012

- Euroliga:
  -  (1x) 1998-1999